# Amphinemura sulcicollis
Amphinemura sulcicollis is een steenvlieg uit de familie beeksteenvliegen (Nemouridae). De wetenschappelijke naam van de soort is voor het eerst geldig gepubliceerd in 1836 door Stephens.